# 超級集團
超級集團有限公司（英語：Super Group Limited，SGX：S10），簡稱超級集團，1987年由張騏牧在新加坡創立，前身為「超級咖啡飲品製造有限公司」，也是全球第3大製造咖啡生產商。品牌為SUPER、OWL、SUPER POWER、CAFÉ NOVA、grandeur、Liang Bao（涼寶） 、Coffeeking、Gold Eagle、Mr.Strong、Eagle Power、SuperKids’、Ye’Ye’、Negresco、Café’XO。
業務除了生產及銷售咖啡外，還經營各類飲品和食品。地區包括中國、泰國、越南等地區，總部位於2 Senoko South Road, Super Industrial Building, Singapore 758096。股份分別在1994年7月20日於新加坡交易所創業板上市（其後在1998年2月2日轉在主板上市），以及曾在2010年9月中於臺灣證券交易所以臺灣存託憑證上市，該公司招股價為14元新台幣，配售股數為24萬股，集資額為5.6億元新台幣，當時的上市編號為911606。
2012年11月16日，超級集團發行的臺灣存託憑證因流通量少於1000萬個單位，而終止上市。
2016年11月3日，億滋國際旗下聯營公司JACOBS DOUWE EGBERTS以每股1.30坡元現金，斥資14.5億新元收購新加坡超級集團。三大股東張騏牧持有32.98%，魏成輝15.34%，楊協成11.69%，已經接受此次收購。

## 連結
- Super.com.sg